# Franz von Dietrichstein
Franz Seraph von Dietrichstein (en español: Francisco Serafín de Dietrichstein; en checo: František Serafín z Ditrichštejna) (Madrid, 22 de agosto de 1570 - Brno, 19 de septiembre de 1636) fue el Príncipe de Olomouc, Landeshauptmann (gobernador) de Moravia y cardenal de la Iglesia católica. Fue un miembro notable de la Casa de Dietrichstein.

## Biografía
Dietrichstein nació en Madrid, siendo el octavo hijo de Adam von Dietrichstein, quien prestaba servicios como embajador del Sacro Imperio Romano Germánico en España.
Realizó sus estudios en Viena y Praga, para luego continuar sus estudios en el Collegium Germanicum de Roma a partir de 1588. Mientras estudiaba allí fue elegido papa el cardenal Ippolito Aldobrandini, quien tomó el nombre de Clemente VIII. Franz fue nombrado chambelán  del papa para representar los intereses de Bohemia, como canónico de los cabildos catedralicios de Olomouc, Breslavia, Passau y Leitmeritz.

### Cardenalato

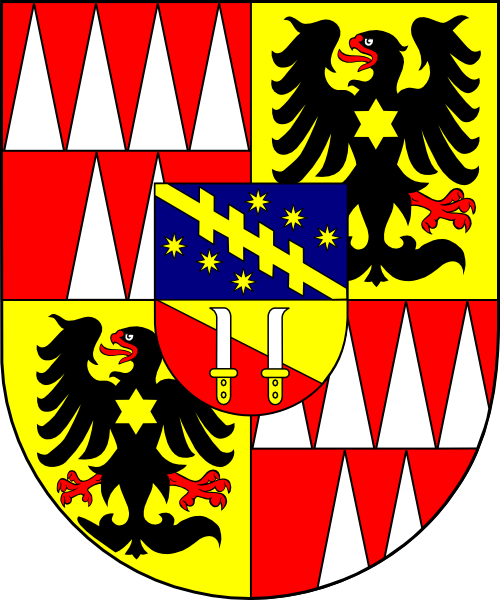
Escudo cardenalicio de Franz von Dietrichstein

Tras ser ordenado sacerdote en 1597, fue nombrado obispo de Olomouc tan sólo dos años después, a pesar de la oposición de muchos clérigos que argumentaban que no cumplía con la edad canónica suficiente (29 años).

## Fallecimiento
Franz von Dietrichstein falleció el 19 de septiembre de 1636 en su residencia de Brno, en la actual República Checa. Hoy el Palacio Dietrichstein se conserva como la sede principal del Museo de Moravia. Su cripta subterránea se encuentra ubicada bajo la Catedral de San Venceslao en Olomouc.